# Centre François-Baclesse
Le centre François-Baclesse est un des vingt centres régionaux de lutte contre le cancer de France. Il se situe à Caen.

## Histoire
Le centre anticancéreux (CAC) est créé le 5 septembre 1925 dans l'enceinte de l'hôpital Clemenceau où il occupe le pavillon no 2. Le pavillon 2, en état de délabrement après la Seconde Guerre mondiale, est restauré en 1952.
En 1960, sont inaugurés les services de télécobalthérapie et radio-isotopes. Une bombe au cobalt est installée de façon provisoire dans l'ancienne glacière souterraine du parc de l'hospice Saint-Louis (actuel parc Michel-d'Ornano). Le centre s'avère inadapté pour les besoins modernes de la médecine et la construction d'un nouveau centre est décidée.
Le nouveau bâtiment est construit de 1970 et 1973 par Henry Bernard et Pierre Auvray sur le plateau hospitalier au nord de Caen (actuel campus 5) en cours de constitution, avec la construction par henry Bernard du centre hospitalier universitaire de Caen, commencée en 1970 et terminée en 1975. Le nouvel hôpital ouvre en 1973, mais l'inauguration officielle n'a lieu que le 23 février 1975 en présence de la ministre de la Santé, Simone Veil. Depuis son déménagement, le centre porte le nom de François Baclesse (26 avril 1896-11 novembre 1967), un scientifique, ancien élève de Marie Curie et de Claudius Regaud à l'Institut du Radium de Paris qui a participé au développement de la radiothérapie clinique moderne.
Le 5 juillet 2019, est inauguré le Centre européen de recherche et de développement en hadronthérapie (CYCLHAD). Cet équipement propose des séances de protonthérapie.

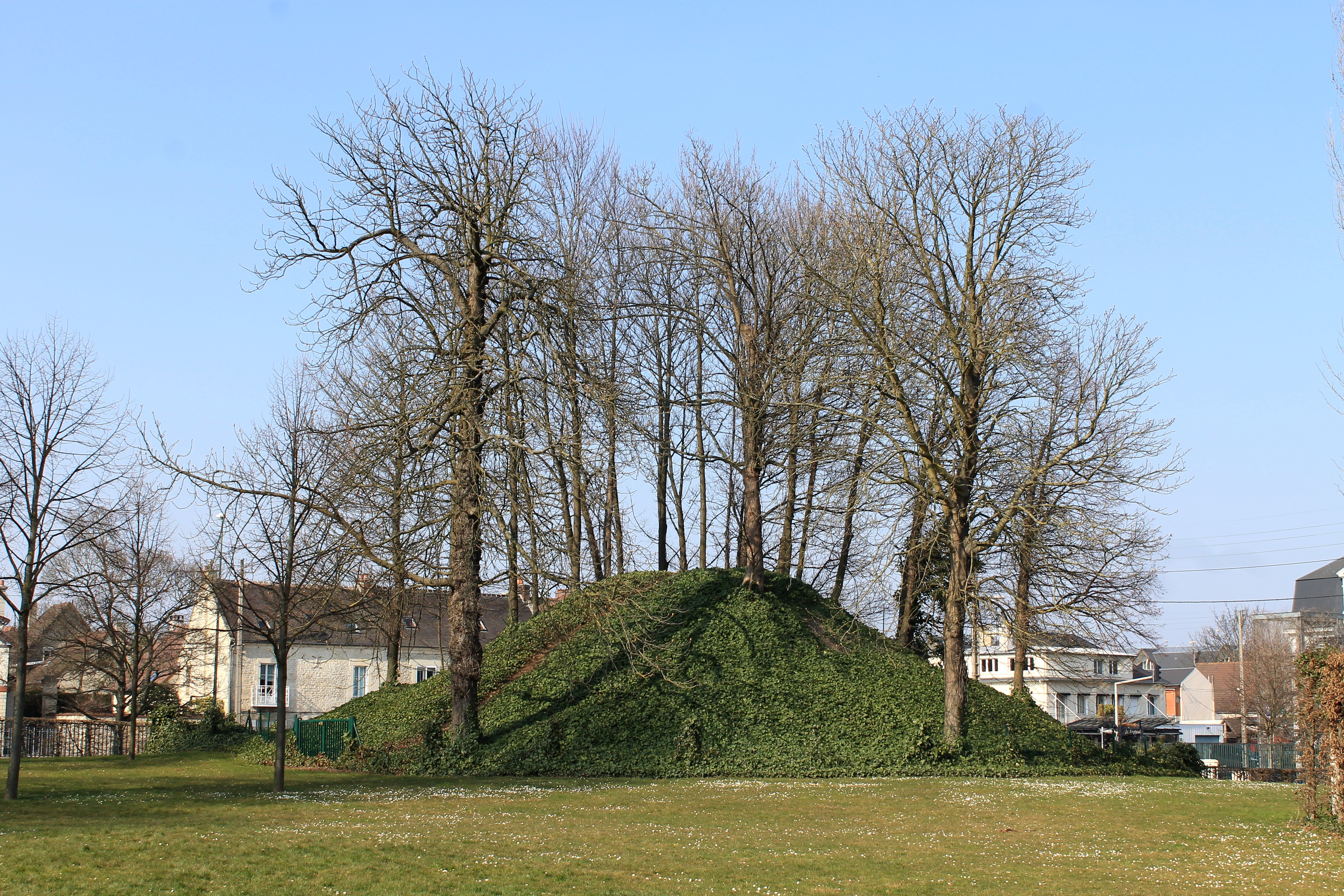
Ancienne glacière ayant accueilli la bombe à cobalt du centre.

## Activités
Le centre participe à des actions de recherche, notamment par le biais de son unité INSERM U1086 - ANTICIPE, de son unité de recherche clinique et par le Centre de Traitement des Données (CTD) du Cancéropôle Nord-Ouest.

## Chiffres clés
En 2009, le centre comportait 202 lits dont 159 lits de médecine et 43 de chirurgie. Plus de 800 personnels étaient au service des malades, dont 84 médecins. Ils ont assuré plus de 46000 consultations et opéré 2200 patients.

## Distinction
| Prix                                                                                       | Catégorie                          | Projet | Services                                                   | Auteurs                                                                    | Année |
| ------------------------------------------------------------------------------------------ | ---------------------------------- | --- | ---------------------------------------------------------- | -------------------------------------------------------------------------- | ----- |
| Prix du Poster Congrès 2021 de l'Association Francophone des Soins Oncologiques de Support | Prix du Poster                     | Programme d’Onco-Esthétique Adaptée (OEA) aux patients atteints d’un cancer des voies aéro-digestives supérieures | Service des consultations de Soins oncologiques de support | Marielle Renou                                                             | 2021  |
| Prix Unicancer de l'Innovation,                                                            | Prix de l'innovation               | GIScar | Laboratoire de biologie et Génétique du Cancer             | Dr Raphaël Leman                                                           | 2022  |
| Prix "Stop It"                                                                             | Réseau Normand de Qualité de Santé | Cellule d'Hémovigilance                                                                                           | Cellule d'Hémovigilance                                    | Pryssile Marazzi                                                           | 2023  |
| Prix Unicancer de l'Innovation                                                             | Coup de cœur du Jury               | FrOG | Laboratoire de biologie et Génétique du Cancer             | Laurent Castéra, Sandrine Caputo, Stéphanie Baert Desurmont, Arthur Costil | 2023  |

## Référence
1. 1 2  Louise Delépine, « Il y a cinquante ans, le centre François-Baclesse sortait de terre à Caen, sur le plateau nord », Ouest-France,‎ 13 septembre 2023 (lire en ligne)
2. 1 2 3  « Qui sommes-nous ? - Historique », sur le site officiel du centre François-Baclesse (consulté le 14 septembre 2023).
3. ↑  Léo Noyer-Duplaix, « « L’hôpital-paquebot » d’Henry Bernard », In Situ, no 31,‎ 2017 (DOI 10.4000/insitu.13998).
4. ↑  Chiffres clés sur le site du centre François-Baclesse, consulté le 29 novembre 2013
5. ↑  Centre François Baclesse, « Prix du poster 2022 AFOS » , 9 octobre 2021 (consulté le 3 février 2024).
6. ↑  Nathalie Travadon, « Un diagnostic du cancer de l’ovaire développé au centre François-Baclesse, à Caen », Ouest-France,‎ 8 décembre 2022 (lire en ligne )
7. ↑  Centre François Baclesse, « Laboratoire de biologie et de génétique du cancer remporte le prix Unicancer de l’innovation 2022 avec GIScar » , sur baclesse.fr, 16 novembre 2022 (consulté le 3 février 2024).
8. ↑  Centre François Baclesse, « Baclesse remporte le challenge « Stop it » du réseau Qual’Va, avec une vidéo de sa cellule d’hémovigilance » , sur baclesse.fr, 20 juin 2023 (consulté le 3 février 2024).
9. ↑  Centre François Baclesse, « Projet FrOG récompensé par un Prix Unicancer de l'innovation » , sur baclesse.fr, 1er décembre 2023 (consulté le 3 février 2023).
10. ↑  Unicancer, « Lauréats 2023 » , sur convention-unicancer.fr, décembre 2023 (consulté le 3 février 2024).